# Irina London
Irina London (* 22. April 1991 in Düsseldorf) ist eine deutsche Fußballspielerin. Sie spielte zuletzt für den  1. FC Köln in der 2. Bundesliga Süd.

## Karriere
London spielte in der Jugend für den FCR 2001 Duisburg, mit dessen B-Juniorinnen sie 2007 nach einem 1:0-Finalsieg gegen Bayern München die Meisterschaft gewann. Von 2008 bis 2012 gehörte sie zum Kader des FCR 2001 Duisburg II und rückte zur Saison 2009/10 zusätzlich in den Erstligakader auf. Am 15. August 2010 wurde sie beim 9:0-Sieg im Heimspiel gegen Bayer 04 Leverkusen in der 76. Minute für Jennifer Oster eingewechselt und kam so zu ihrem Bundesligadebüt. In derselben Saison bestritt sie für Duisburg zwei Begegnungen im Rahmen der UEFA Women’s Champions League.
Im September 2011 erlitt London einen Kreuzbandriss und musste mehrere Monate pausieren. Nach dem Abstieg von Duisburgs zweiter Mannschaft in die Regionalliga West wechselte sie zur Saison 2012/13 zum Zweitligisten 1. FC Köln, bei dem sie sich sogleich einen Stammplatz erkämpfte und mit ihrem Team als Zweiter hinter der TSG 1899 Hoffenheim in dieser Spielzeit nur knapp den Bundesliga-Aufstieg verpasste. Nach einer weiteren Vizemeisterschaft 2013/14 gelang ihr mit der Mannschaft 2014/15 als ungeschlagener Meister der 2. Bundesliga Süd der Aufstieg in die Bundesliga. Nach dem Abstieg in die 2. Bundesliga Süd, in der sie in 20 Punktspielen ein Tor erzielte, verließ sie den Verein.

## Sonstiges
London studierte an der Deutschen Sporthochschule Köln mit dem Schwerpunkt Sport, Gesundheit und Prävention.

## Erfolge
- Deutsche B-Juniorinnen-Meisterin 2007
- Meister 2. Bundesliga Süd 2015 und Aufstieg in die Bundesliga mit dem 1. FC Köln